# Copablepharon viridisparsa
Copablepharon viridisparsa là một loài bướm đêm thuộc họ Noctuidae. Nó được tìm thấy ở miền nam California và miền nam Utah phía bắc tới miền nam British Columbia, miền trung Saskatchewan và tây nam Manitoba.
Sải cánh dài 38–42 mm. Con trưởng thành bay từ tháng 6 đến tháng 8 tùy theo địa điểm.

## Phụ loài
- Copablepharon viridisparsa viridisparsa Dod, 1916
- Copablepharon viridisparsa hopfingeri (Franclemont, 1954)
- Copablepharon viridisparsa gilvum Crabo & Lafontaine, 2004
- Copablepharon viridisparsa ravum Crabo & Lafontaine, 2004